# River Enborne
Der Fluss Enborne entsteht südlich von Inkpen und fließt in östlicher Richtung. Sein Verlauf bildet ab westlich von Gore End bis westlich von Brimpton Common, wo der Fluss eine nördliche Richtung einschlägt, die Grenze zwischen Berkshire und Hampshire. Er mündet schließlich zwischen Woolhampton und Aldermaston Wharf in den Kennet, welcher wiederum ein Nebenfluss der Themse ist.
Im Roman Unten am Fluss (Watership Down) queren die Kaninchen den Fluss auf einem Brett.

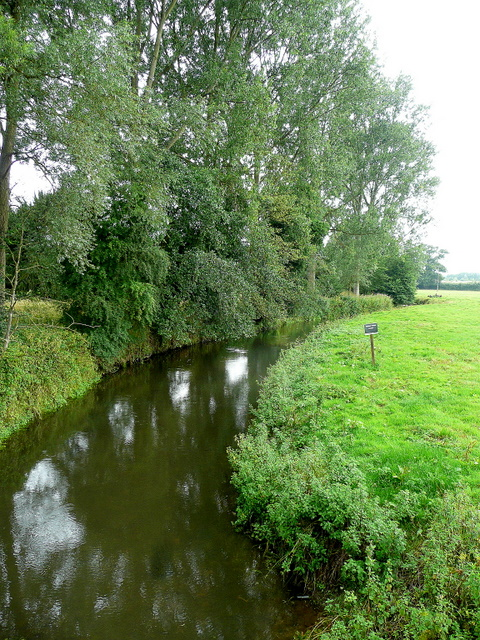
Der Fluss Enborne, von der Shalford Brücke aus gesehen
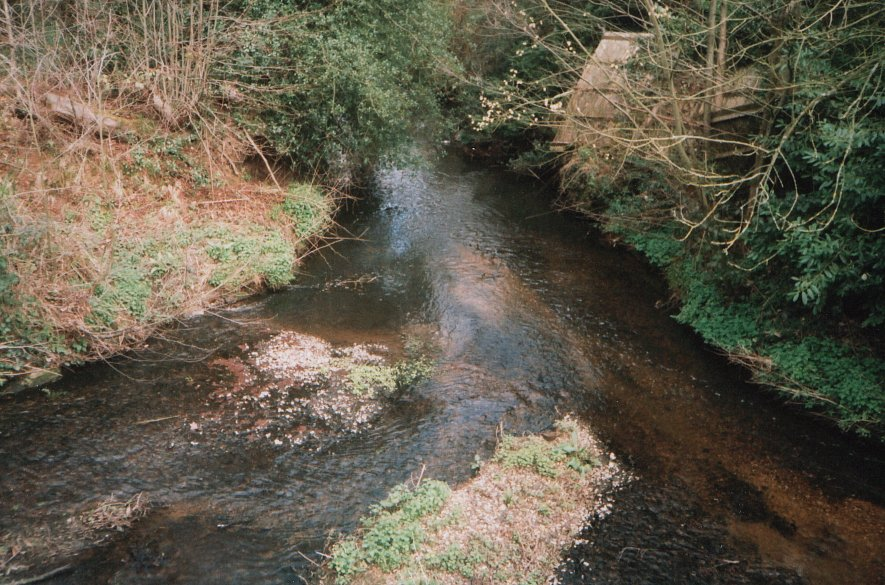
Fluss Enborne
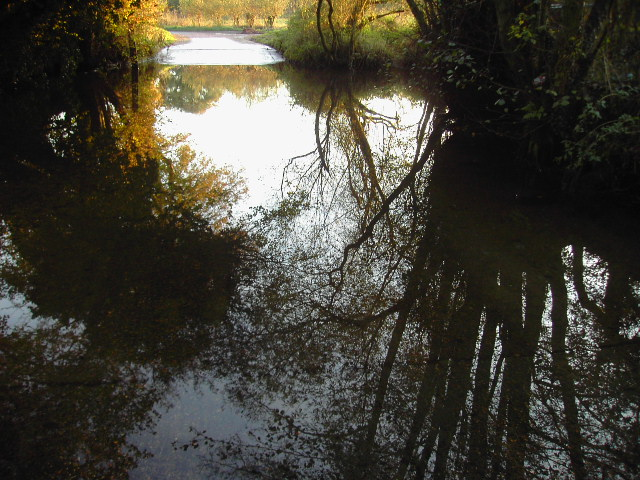
Der Fluss Enborne at Headley Ford, in der Nähe von Crookham Common
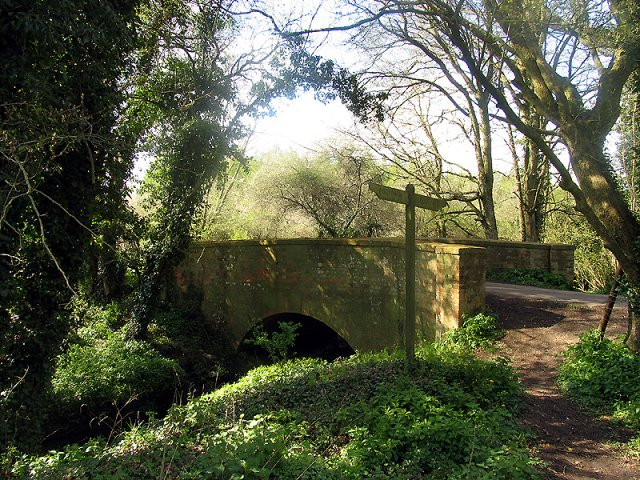
Die Oxford Brücke bei Inwood Copse